# Îlot Gabriel
Îlot Gabriel  (in inglese Gabriel Island) è un isolotto disabitato ubicato a nord di Mauritius, a breve distanza dalla costa meridionale di Île Plate.
L'isola è classificata dal Ministero dell'Ambiente di Mauritius come riserva naturale.

## Fauna
Gli unici mammiferi presenti sull'isola sono tre specie di pipistrelli: la volpe volante delle Mascarene (Pteropus niger), il pipistrello delle tombe di Mauritius (Taphozous mauritianus) e il molosside di Mauritius (Mormopterus acetabulosus).
Sull'isola nidificano due specie di uccelli marini: la berta del Pacifico (Ardenna pacifica) e il fetonte codabianca (Phaethon lepturus).
Tra i rettili presenti si possono citare lo scinco di Boyer (Gongylomorphus bojerii), un tempo molto comune sull'isola di Mauritius, e oggi considerato specie in pericolo critico di estinzione, lo scinco di Bouton (Cryptoblepharus boutonii) e il felsuma di Mauritius (Phelsuma ornata).